# ماكس ثاير
ماكس ثاير (بالإنجليزية: Max Thayer)‏ هو ممثل أمريكي، ولد في 18 يونيو 1946 في الولايات المتحدة.

## أعمال

### أفلام
- (2001) الرجل الذي لم يكن هناك
- (2001) بيرل هاربر[2][3][4]

### مسلسلات
- دالاس

## وصلات خارجية
- ماكس ثاير على موقع IMDb (الإنجليزية)
- ماكس ثاير على موقع ألو سيني (الفرنسية)
- ماكس ثاير على موقع تيرنر كلاسيك موفيز (الإنجليزية)
- ماكس ثاير على موقع أول موفي (الإنجليزية)
- ماكس ثاير على موقع قاعدة بيانات الأفلام السويدية (السويدية)
- ماكس ثاير على موقع قاعدة بيانات الفيلم (الإنجليزية)
- ماكس ثاير على موقع كينوبويسك (الروسية)